# Mönch (Südharz)

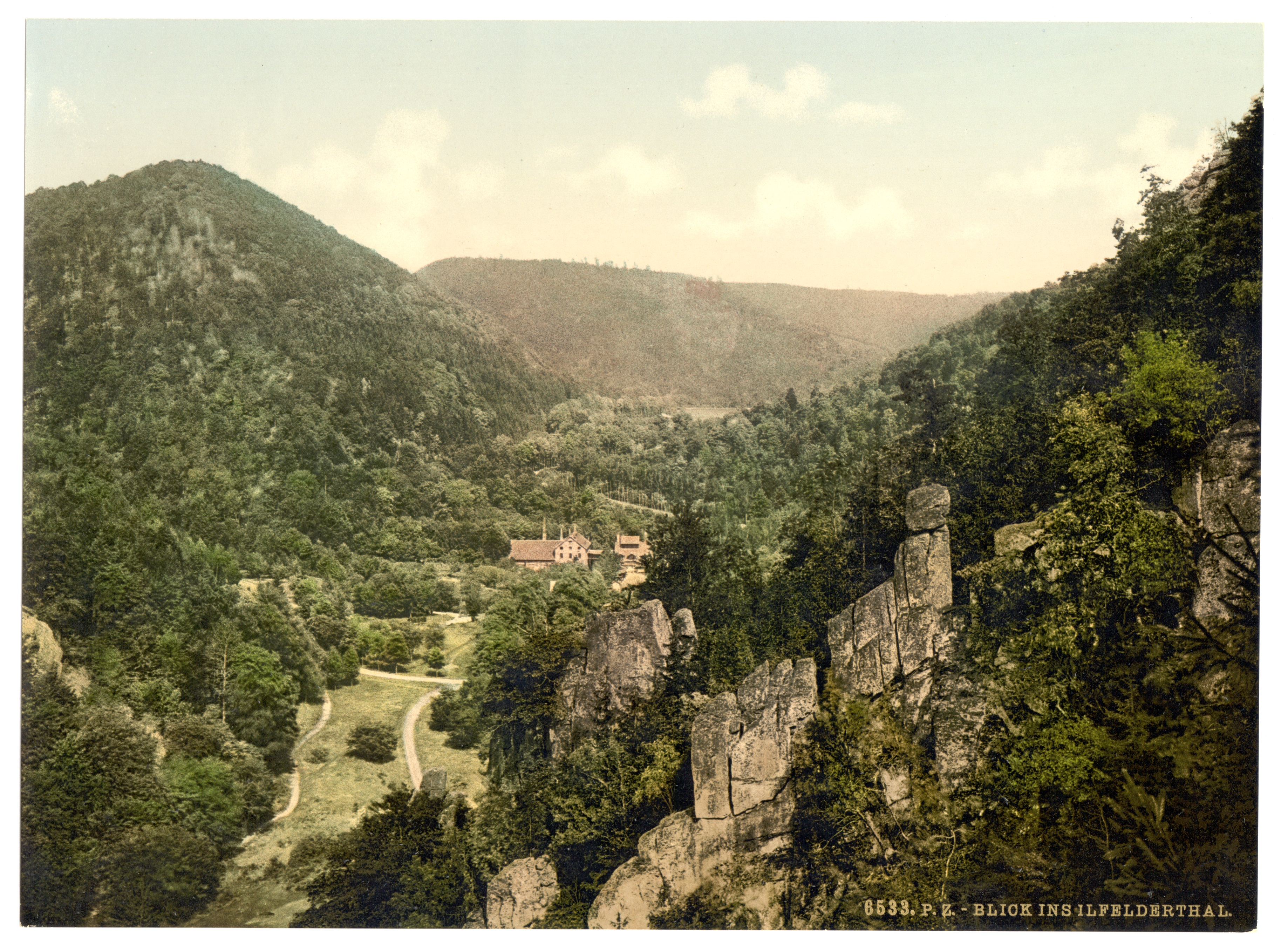
Blick in das Ilfelder Tal mit Felsformationen im Vordergrund

Der Mönch oder auch Mönchstein beim Ortsteil Ilfeld der Gemeinde Harztor in Thüringen ist eine bizarre Felsnadel aus Ilfelder Porphyrit, die einem Mönch ähnelt und daher diese Bezeichnung trägt.

## Geografische Lage
Der Mönch steht im Beretal im Südharz nördlich von Ilfeld und südlich von Netzkater. Am gegenüberliegenden Hang befindet sich der Gänseschnabel.
Unmittelbar am Mönch führt der von Ilfeld kommende Goetheweg vorbei.

## Geschichte
Der Mönch bei Ilfeld darf nicht mit dem Mönchstein bei Schierke am Brocken im Hochharz verwechselt werden.
Der Mönch wird in mehreren Walenbüchern des 17. und 18. Jahrhunderts genannt. Solche Bücher hatten ihren Ursprung wahrscheinlich in realen Notizbüchern, in denen Erzsucher die ihnen bekannten Fundstellen und Wegemarken aufzeichneten. Sie sind meist handschriftlich verfasst. Obwohl die Angaben in den Walenbüchern oft leicht widerlegt werden konnten, trugen sie dazu bei, dass noch bis Ende des 18. Jahrhunderts an die Existenz von Walen und Venetianern geglaubt wurde, die mit Schätzen beladen aus dem Heiligen Römischen Reich Deutscher Nation in ihre ferne Heimat zurückkehrten.
Die Texte in den Walenbüchern beschreiben oft recht vergängliche Wegmarken: Baumstümpfe, abgesägte Astgabeln oder seltsam gewachsene Bäume; in die Baumrinde geschnittene Hände, Kreuze oder einfache alchemistische Symbole. Als in Stein gehauene Walenzeichen werden besonders im Harz gerne Mönche angegeben, die entweder – wie der obengenannte Mönchstein bei Schierke – mit dem Arm in eine bestimmte Richtung weisen oder eine Keilhaue auf dem Rücken tragen, gelegentlich auch die Figur eines Bischofs.

## Sagen
Um den Mönch bei Ilfeld ranken sich mehrere Sagen, darunter die vom Gänseschnabel und dem Mönch. Die Sage handelt von einer verzauberten Gänsehirtin, die sich in einen Mönch aus dem Prämonstratenser-Kloster Ilfeld verliebt hatte. Eine Hexe soll den Mönch in einen Felsen verwandelt haben, als dieser ihr von der anderen Talseite zuwinkte. Als die Hirtin in Tränen ausbrach, verwandelte die Hexe auch sie zu Stein.